# Josep Gual i Lloberes
Josep Gual i Lloberes (Badalona, 13 de juliol de 1920-24 d'octubre de 2005) fou un poeta, escriptor i activista cultural i polític català.
Josep Gual ha estat un d'aquells poetes en què la vida i l'obra van indestriablement lligades. La seva obra reflecteix l'experiència del front durant la guerra civil, el seu compromís cívic i de denúncia en la dictadura i la democràcia, la implicació amb el moviment obrer i el catalanisme d'esquerres. La seva obra és crònica punyent i contrapunt irònic de la realitat.
Va ser alumne de l'Escola Catalana i de ben jove va destacar practicant diversos esports, com el bàsquet, l'atletisme i la natació. Va ser un dels supervivents d'aquella Lleva del Biberó que, a disset anys, va rebre en carn pròpia els efectes de la guerra provocada pel sollevament de Francisco Franco.
Aquest fet marcarà decisivament l'home i el poeta. Com també haver format part de la immensa majoria derrotada i sotmesa a una llarguíssima postguerra. L'experiència terrible de la guerra serà un tema fonamental en la seva poesia. Josep Gual, tot i haver estat al front del Segre, interioritza com a pròpia l'epopeia d'aquella joventut aconduïda a l'escorxador del front de l'Ebre i sacrificada sense misericòrdia. I escriu diversos poemes sobre aquest tema, d'entre els quals cal destacar Paisatge de l'Ebre, composició que, cantada per Teresa Rebull, serà qualificada per Manuel Vázquez Montalbán com una de les cançons més emocionants i senzilles de les inspirades per la guerra civil. També va compondre els himnes del Club Joventut Badalona i de la Unió Gimnàstica de Badalona.
Entre els autors que més han influït en la seva obra cal esmentar Jacint Verdaguer, Joan Salvat-Papasseit, Pere Quart i Vicent Andrés Estellés. També és important la seva aportació periodística, dispersa en diverses publicacions locals, sobre temes relatius a la història de l'esport català, la cultura popular i la recuperació de la memòria històrica.
El 2010, en ocasió del cinquè aniversari de la seva mort, un tram de la Rambla de Badalona va ser rebatejat com a «Racó d'en Gual». El 2014 el cantautor Jaume Arnella va realitzar un àlbum inspirat en els poemes del seu recull Les sabates d'en Jaume.

## Obres
- La sal al coll, "Cuadernos de poesia grado", núm. 3, Palma, 1964, pròleg de Jaume Vidal i Alcover
- Més ençà dels burots, edició de l'autor., Lloret. I.G., Badalona, 1979, pròleg de Joan Argenté.
- Les sabates d'en Jaume, dins Gual Permanent, Ajuntament de Badalona, Àrea de Cultura, Joventut i Esports, 1985, pròleg de Josep Benet, amb la Introducció A un Gual per molts camins, de Coloma Lleal.
- Aboco el sac, "Pont del Petroli", núm. 5, Edicions Fet a Mà, Badalona, 2003, edició i pròleg de Valentí Soler.
- Poesia Completa, Enciclopèdia Catalana – Proa, Barcelona, desembre 2005, edició i estudi de Valentí Soler.